# Сорати, Хидэаки
Хидэаки Сорати (яп. 空知 英秋 Сорати Хидэаки, родился 25 мая 1979) — японский мангака, наиболее известной его работой является манга Gintama.
Сорати, по его словам, сильно интересовался мангой в детстве. Свою первую мангу он нарисовал, учась в 4 классе, и показал её отцу, чем очень его насмешил. После этого Сорати решил временно отказаться от мечты стать мангакой. Окончив университет, он не смог найти работу и вернулся к рисованию манги.
В 2003 году редактор Сорати попытался уговорить его придумать сценарий для сериала о Синсэнгуми. Однако сам Сорати планировал создать сериал о школе волшебников, подобный истории о Гарри Поттере. После долгих споров и попытки написать историю для сериала о Синсэнгуми Сорати сдался и переделал свои наработки в псевдоисторический фантастический сериал «Гинтама».
У Сорати Хидэаки есть ученая степень маркетолога.
В 2011 году в журнале «Nikkei Entertainment» был опубликован рейтинг наиболее успешных мангак современности. Хидэаки Сорати занял в рейтинге седьмое место.

## Работы
- Банкара, 2010
- Гинтама, 2003
- 13
- Сирокуро
- Самурайдер черновой вариант

Сорати несколько раз появлялся в манге «Гинтама» в образе обезьяны/гориллы.